# Trofeo NHK 2011
El Trofeo NHK de 2011 fue la cuarta competición del Grand Prix de patinaje artístico sobre hielo de la temporada 2011-2012. Tuvo lugar en Sapporo, Japón, entre el 10 y el 13 de noviembre de 2012. Organizada por la federación de patinaje sobre hielo de Japón, la competición sirvió de clasificatorio para la final del Grand Prix.

## Resultados

### Patinaje individual masculino
| Clasificación | Nombre              | País            | Puntuación total | Programa corto | Programa corto | Programa libre | Programa libre |
| ------------- | ------------------- | --------------- | ---------------- | -------------- | -------------- | -------------- | -------------- |
| 1             | Daisuke Takahashi   | Japón           | 259,75           | 1              | 90,43          | 1              | 169,32         |
| 2             | Takahiko Kozuka     | Japón           | 235,02           | 2              | 79,77          | 2              | 155,25         |
| 3             | Ross Miner          | Estados Unidos  | 212,36           | 6              | 71,12          | 4              | 141,24         |
| 4             | Samuel Contesti     | Italia          | 209,69           | 7              | 63,83          | 3              | 145,86         |
| 5             | Tomáš Verner        | República Checa | 196,63           | 9              | 62,96          | 5              | 133,67         |
| 6             | Konstantin Menshov  | Rusia           | 195,88           | 4              | 74,67          | 8              | 121,21         |
| 7             | Tatsuki Machida     | Japón           | 195,45           | 5              | 72,26          | 6              | 123,19         |
| 8             | Armin Mahbanoozadeh | Estados Unidos  | 185,58           | 8              | 63,52          | 7              | 122,06         |
| 9             | Brandon Mroz        | Estados Unidos  | 184,83           | 3              | 74,83          | 9              | 110,00         |

### Patinaje individual femenino
| Clasificación | Nombre               | País           | Puntuación total | Programa corto | Programa corto | Programa libre | Programa libre |
| ------------- | -------------------- | -------------- | ---------------- | -------------- | -------------- | -------------- | -------------- |
| 1             | Akiko Suzuki         | Japón          | 185,98           | 1              | 66,55          | 2              | 119,43         |
| 2             | Mao Asada            | Japón          | 184,19           | 3              | 58,42          | 1              | 125,77         |
| 3             | Aliona Leonova       | Rusia          | 170,68           | 2              | 61,76          | 4              | 108,92         |
| 4             | Ashley Wagner        | Estados Unidos | 165,65           | 5              | 55,88          | 3              | 109,77         |
| 5             | Elene Gedevanishvili | Georgia        | 160,44           | 4              | 57,37          | 6              | 103,07         |
| 6             | Kiira Korpi          | Finlandia      | 157,53           | 7              | 53,70          | 5              | 103,83         |
| 7             | Maé Bérénice Méité   | Francia        | 143,69           | 8              | 52,05          | 7              | 91,64          |
| 8             | Agnes Zawadzki       | Estados Unidos | 138,19           | 6              | 53,84          | 9              | 84,35          |
| 9             | Cynthia Phaneuf      | Canadá         | 131,82           | 9              | 45,42          | 8              | 86,40          |
| 10            | Shoko Ishikawa       | Japón          | 122,14           | 10             | 45,07          | 10             | 77,07          |

### Patinaje en parejas
| Clasificación | Nombre                                  | País           | Puntuación total | Programa corto | Programa corto | Programa libre | Programa libre |
| ------------- | --------------------------------------- | -------------- | ---------------- | -------------- | -------------- | -------------- | -------------- |
| 1             | Yuko Kavaguti / Aleksandr Smirnov       | Rusia          | 177,51           | 5              | 55,02          | 1              | 122,49         |
| 2             | Narumi Takahashi / Mervin Tran          | Japón          | 172,09           | 2              | 57,89          | 2              | 114,20         |
| 3             | Aliona Savchenko / Robin Szolkowy       | Alemania       | 171,68           | 1              | 59,23          | 3              | 112,45         |
| 4             | Stefania Berton / Ondřej Hotárek        | Italia         | 163,83           | 3              | 56,23          | 5              | 107,60         |
| 5             | Caydee Denney / John Coughlin           | Estados Unidos | 163,75           | 4              | 55,48          | 4              | 108,27         |
| 6             | Lubov Iliushechkina / Nodari Maisuradze | Rusia          | 159,01           | 6              | 53,12          | 6              | 105,89         |
| 7             | Marissa Castelli / Simon Shnapir        | Estados Unidos | 149,02           | 7              | 49,93          | 7              | 99,09          |
| 8             | Natasha Purich / Raymond Schultz        | Canadá         | 128,17           | 8              | 45,56          | 8              | 82,61          |

### Danza sobre hielo
| Clasificación | Nombre                                       | País           | Puntuación total | Danza corta | Danza corta | Danza libre | Danza libre |
| ------------- | -------------------------------------------- | -------------- | ---------------- | ----------- | ----------- | ----------- | ----------- |
| 1             | Maia Shibutani / Alex Shibutani              | Estados Unidos | 151,85           | 3           | 59,02       | 1           | 92,83       |
| 2             | Kaitlyn Weaver / Andrew Poje                 | Canadá         | 151,76           | 2           | 60,07       | 2           | 91,69       |
| 3             | Yelena Ilinyj / Nikita Katsalapov            | Rusia          | 149,48           | 1           | 61,83       | 3           | 87,65       |
| 4             | Nelli Zhiganshina / Alexander Gazsi          | Alemania       | 136,12           | 4           | 55,69       | 4           | 80,43       |
| 5             | Lorenza Alessandrini / Simone Vaturi         | Italia         | 133,29           | 5           | 54,37       | 5           | 78,92       |
| 6             | Lynn Kriengkrairut / Logan Giulietti-Schmitt | Estados Unidos | 126,39           | 6           | 50,81       | 6           | 75,58       |
| 7             | Cathy Reed / Chris Reed                      | Japón          | 123,22           | 8           | 49,36       | 7           | 73,86       |
| Retiro        | Alexandra Paul / Mitchell Islam              | Canadá         |                  | 7           | 49,36       |             |             |